# Millenniumkwestie

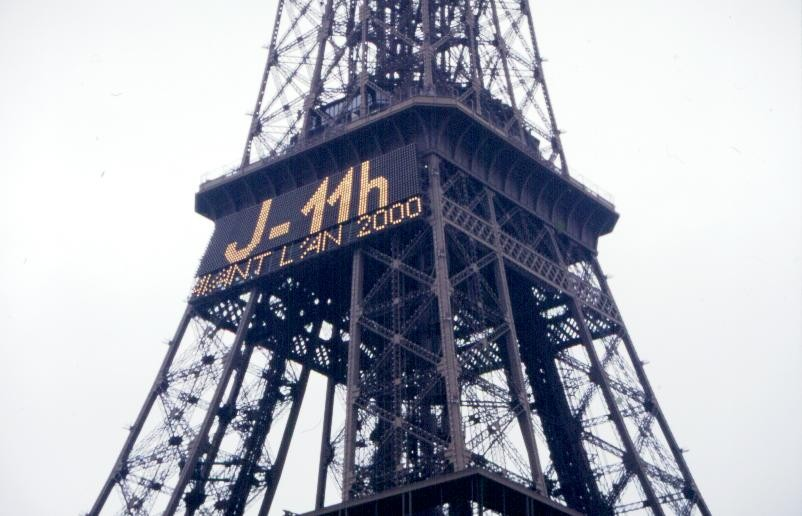
De Eiffeltoren met een klok die aftelt naar het jaar 2000

De millenniumkwestie is de vraag wanneer precies het derde millennium van de christelijke jaartelling begon, een onderwerp van de chronologie dat vooral rond het jaar 2000 belangstelling genoot.
Het eerste millennium na Chr., dat wil dus zeggen het eerste millennium van de christelijke jaartelling, bestaat uit de eerste duizend jaren van deze jaartelling, dus beginnend met het eerste jaar, het jaar 1, en eindigend met het duizendste jaar, het jaar 1000, omdat de jaartelling begint te tellen − net als alle vormen van tellen − bij 1. Een jaar nul is er dus niet, evenmin als er een nulde eeuw is. Evenzo bestaat het eerste millennium vóór Chr. uit de jaren 1000 vóór Chr. tot en met 1 vóór Chr. De overgang van het eerste millennium vóór Chr. naar het eerste millennium na Chr. is dus het tijdstip 24:00:00 van het jaar 1 v.Chr, dat hetzelfde is als het tijdstip 00:00:00 van het jaar 1 n.Chr. Historici laten vanouds het jaar 1 na Chr. onmiddellijk op het jaar 1 vóór Chr. volgen.
Naar analogie van het feit dat iemand die op 1-1-1 werd geboren zijn tiende verjaardag op 1-1-11 zal hebben gevierd, moeten de decennia (en evenzo de eeuwen en millennia) worden geteld vanaf tijdstip 0001-01-01T00:00:00.

## Millenniumvergissing
Het bereiken van een mooi rond getal, zoals het jaar 2000, kan als een bijzonder moment ervaren worden. Zo'n rond jaar is echter niet het begin van een nieuwe periode, maar het laatste jaar van een periode. Pas als dat jaar voorbij is, begint een nieuwe periode. Soms wordt daarbij echter vergeten dat die periode pas aanbreekt als het getelde jaar voorbij is, en wordt gedacht dat die nieuwe periode al aanbreekt bij het begin van het getelde jaar. Zoals bij tellen bij het bereiken van het getal 10 een tiental geteld is, zo is inderdaad bij het tellen van de jaren, met het jaar 2000 een duizendtal geteld: 2000 is daarmee het laatste jaar van het millennium. De veronderstelling dat de overgang van het tweede naar het derde millennium van de christelijke jaartelling plaatsgevonden zou hebben op 1 januari 2000 in plaats van op 1 januari 2001 wordt wel de millenniumvergissing genoemd.
Ditzelfde geldt ook voor andere tijdperioden als decennium en eeuw. Steeds beginnen zulke perioden met een eerste jaar van die periode, dus met een jaartal eindigend op een 1. Het eerste decennium in de twintigste eeuw is de periode 1901-1910, maar als men de millenniumvergissing maakt, omvat die periode de jaren 1900-1909. In deze encyclopedie zijn de artikelen over alle decennia op deze laatste manier ingedeeld.
Het eerste jaar van de jaartelling is het jaar 1; een jaar nul is er niet. Mogelijke verwarring daarover ontstaat door het verschil tussen tellen en meten. Bij tellen begint men (gewoonlijk) bij 1. Bij meten daarentegen wordt bij 0 begonnen. Zo worden de dagen van de maand geteld, (bijvoorbeeld van 1 tot en met 31 maart; er bestaat geen "nul maart"), terwijl tijdstippen op een dag, dus de tijdsduren vanaf het begin van de dag, gemeten worden (uren van 0 tot en met 23, minuten en seconden van 0 tot en met 59). Het tijdsinterval (0, 1] (seconde) is als periode de eerste seconde. Rond de laatste eeuwwisseling werd in diverse discussies over het juiste tijdstip van de millenniumwisseling dit verschil tussen meten en tellen over het hoofd gezien.